# 格林威治 (紐約州)
格林威治（英語：Greenwich）是一個位於美國紐約州華盛頓縣的鎮。

## 人口
根據2020年美國人口普查的數據，格林威治的面積為114.64平方千米，當中陸地面積為113.09平方千米，而水域面積為1.55平方千米。當地共有人口4868人，而人口密度為每平方千米42人。